# Paul Demeny
Paul Demeny (Douai, 8 de febrero de 1844 - Arcueil, 26 de octubre de 1917), fue un poeta francés, cercano a Arthur Rimbaud y a Victor Hugo.

## Biografía
Habiéndose establecido en París, se convierte en codirector de la Librería artística, donde publica su primer libro de poesías, Les Glaneuses. Cofundador de La Jeune France en 1878, publica en el transcurso de su carrera muchos otros poemas así como adaptaciones en verso para teatro.
Si la historia de la literatura ha guardado su nombre, es gracias a haber recibido una de las llamadas Cartas del vidente, que le envió Rimbaud, pues como poeta Paul Demeny ha sido totalmente olvidado. Adquirió, no obstante, cierta estima en su tiempo. Auguste Dorchain dice de él en 1888: "Su poesía es recomendada por la delicadeza y la elevación de los sentimientos; en ella encontramos cierto misticismo, una inspiración romántica y una denotación patriótica muy acentuada."
Paul Demeny era el hermano del fotógrafo Georges Demenÿ.

## Obra
- Les Glaneuses, poesías, 1870
- La Flèche de Diane, comedia en 1 acto, en verso, 1870
- La Sœur du fédéré, poema, 1871
- Les Visions, 1873
- La Robe de soie, poema, 1877
- L'Autriche-Hongrie et l'Exposition de 1878, con Clovis Lamarre y Henry Wiener, 1878